# Grand Séminaire Saint-Gall de Ouidah
Le Grand Séminaire Saint-Gall de Ouidah est un séminaire catholique situé dans le Sud du Bénin dans la ville de Ouidah, au cœur du vaudou. Le plus important centre de formation de prêtres du pays, il a accuelli de très nombreux séminaristes d'Afrique de l'Ouest (Togo, Côte d’Ivoire, Sénégal, Niger, Burkina Faso) et formé plusieurs personnalités telles que l'intellectuel et homme politique Albert Tévoédjrè.

## Localisation
Il est situé sur une petite hauteur à quelques kilomètres au nord de la ville, sur un site planté d'arbres fruitiers. 

## Histoire
En 1899 le père François Steinmetz – futur évêque – crée d'abord une ferme à proximité de la ville pour alimenter la population et accroître ses ressources. On y plante des milliers de caféiers, cocotiers et palmiers à huile. En 1910 le prêtre décide d'y implanter un séminaire, dont le premier bâtiment, caractéristique de l'architecture coloniale militaire, est inauguré en 1914. Une extension s'avère nécessaire et en 1929 le diocèse de Saint-Gall en Suisse prend en charge la construction d'un grand séminaire qui portera le nom du canton. D'autres agrandissements suivent. Le bâtiment central dominé par une tour est achevé en 1930. 
Ce nouveau séminaire est inauguré le 20 juillet 1930 et compte alors 36 séminaristes. Promu séminaire régional en 1952, il est dirigé par les prêtres de Saint-Sulpice de 1955 à 1971. Il joue un rôle significatif dans le développement socio-économique de la colonie du Dahomey.
Dans le contexte de l'indépendance de la République du Bénin, la relève est prise par le clergé autochtone en 1971.
En 2011 le séminaire accueille 147 séminaristes, entourés par 13 prêtres diocésains, dont deux Sulpiciens qui résident avec eux en permanence.
En 2014 le séminaire fête son centenaire.
Le 19 novembre 2011, au cours de son voyage apostolique au Bénin, le pape Benoît XVI se recueille sur la tombe d'un ancien séminariste, le cardinal Bernardin Gantin, inhumé dans la chapelle du séminaire.